# Wolle-Widder (Hannover)

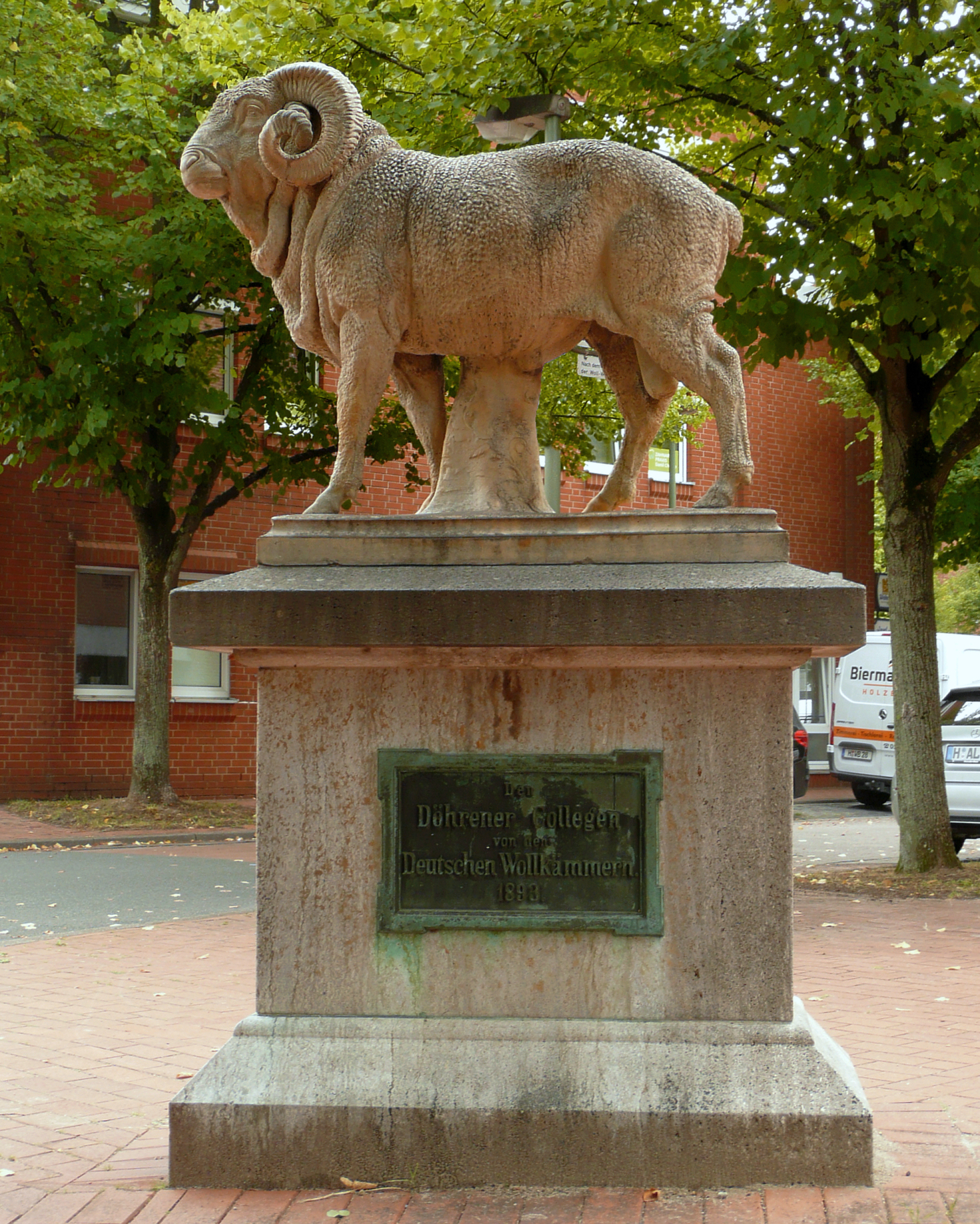
Döhrener Wolle-Widder

Der Wolle-Widder, oft Döhrener Wolle-Widder oder auch das Denkmal Döhrener Wollkämmer genannt, ist eine denkmalgeschützte Plastik im hannoverschen Stadtteil Döhren in Niedersachsen.

## Geschichte

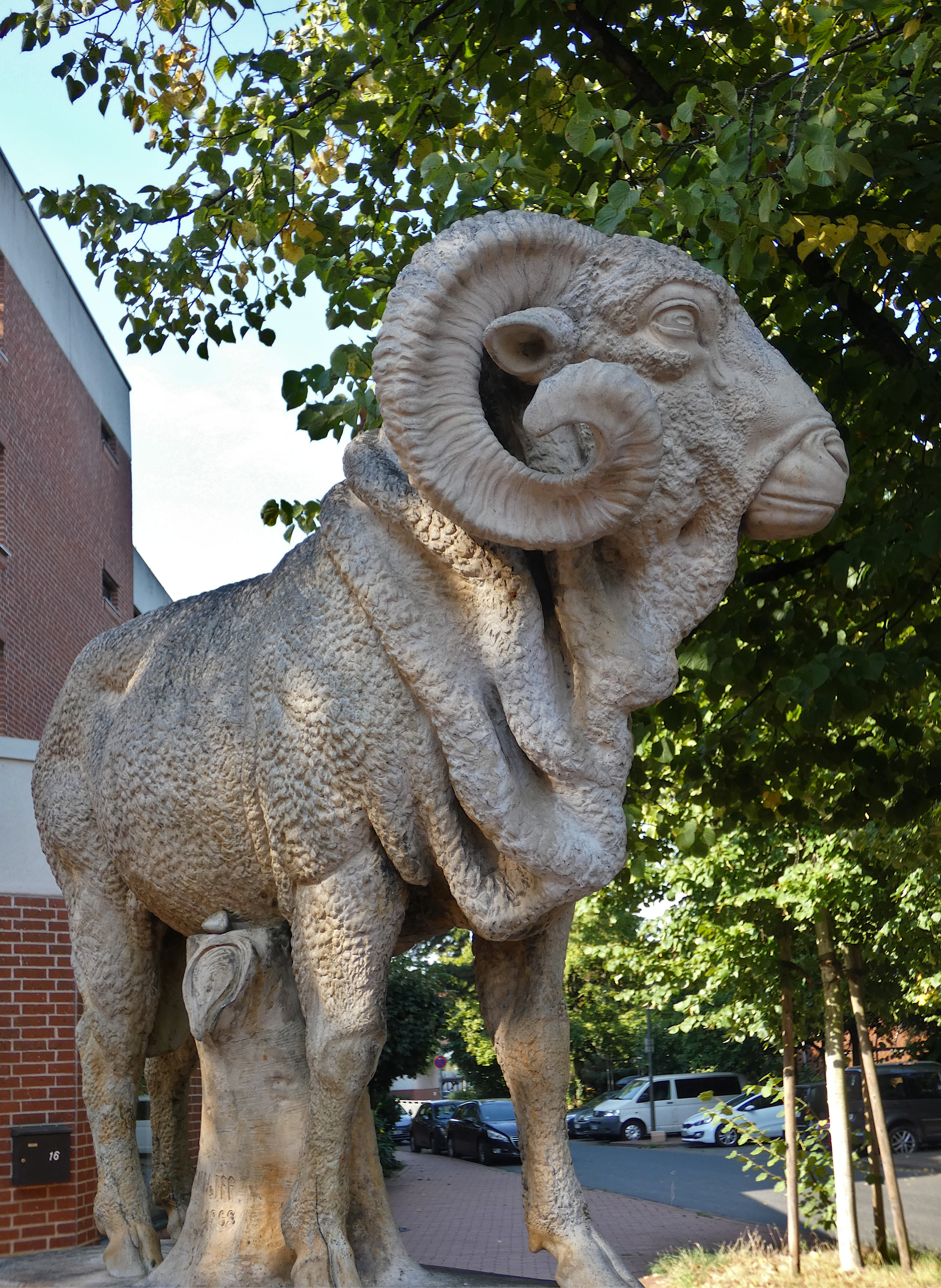
Widderkopf

Die 1868 gegründete Döhrener Wollwäscherei und -kämmerei, kurz „Döhrener Wolle“ genannt, war die erste deutsche Fabrikationsstätte zur mechanischen Reinigung von vor allem aus Australien und Neuseeland importierter Schafwolle. Die Fabrik lag im Westen des heutigen Stadtteiles Döhren am Ufer der Leine sowie auf der Leineinsel Döhren.
Zum 25-jährigen Jubiläum des Unternehmens wurde in Döhren ein mit der Widmung „Den Döhrener Collegen von den Deutschen Wollkämmern. 1893“ versehenes Denkmal in Form eines lebensgroßen Widders aufgestellt. Nach dem von dem Berliner Bildhauer Wilhelm Wolff, dem sogenannten „Tier-Wolff“, im Jahr 1863 geschaffenen Entwurf eines australischen Merinoschafzuchtbocks war im Auftrag der „Konvention deutscher Wollkämmereien“ von E. March Söhne aus Charlottenburg bei Berlin eine Kunststeinfigur gegossen worden. An der rechten Seite der baumartig verzierten Stütze unter dem Bauch des Widders steht die Künstlersignatur „W. Wolff 1863“. Die Plinthe trägt an der Rückseite den Stempel der Kunststeingießerei.

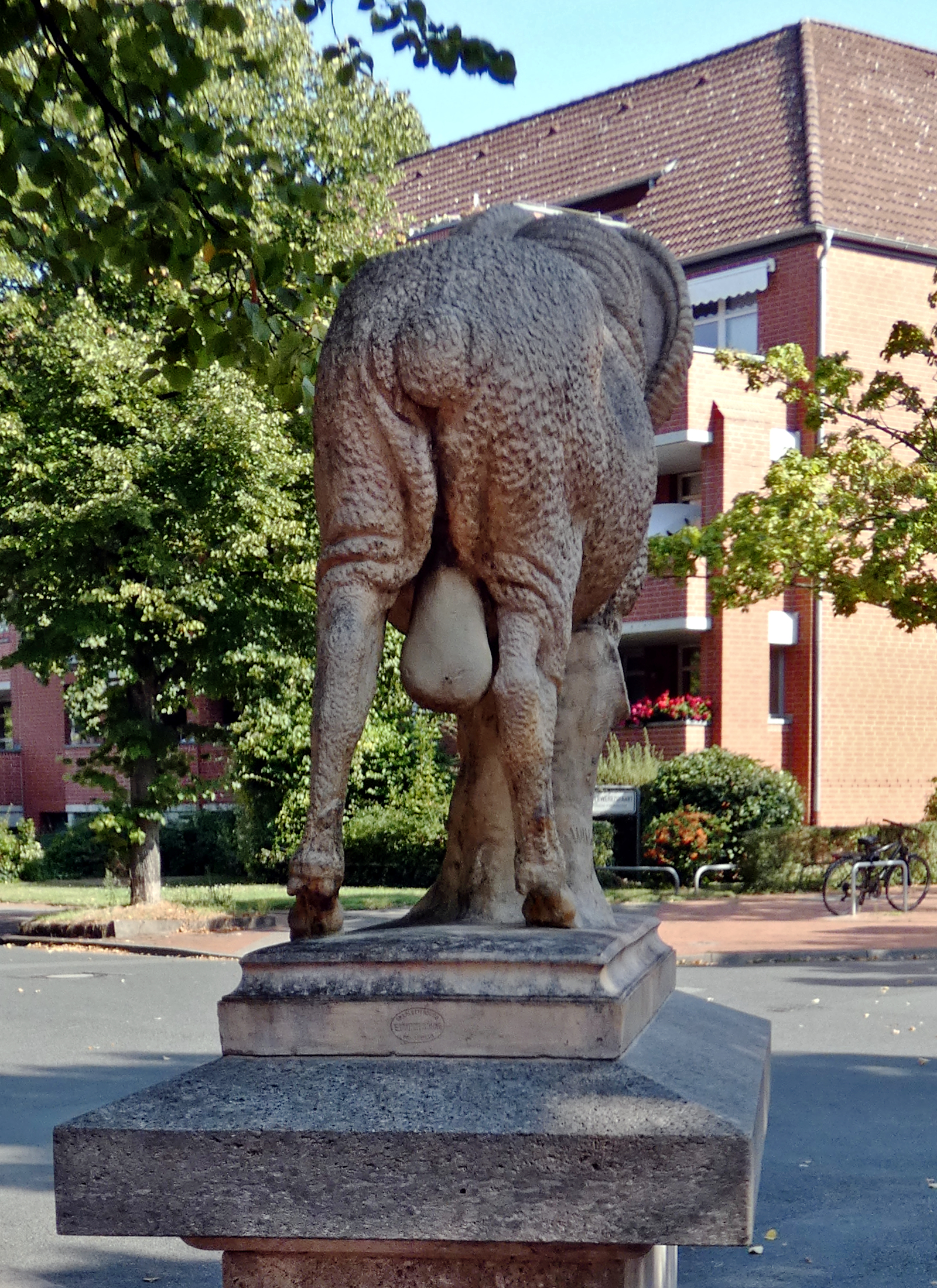
Rückseite

Nach der Stilllegung der Döhrener Wollwäscherei und -kämmerei im Jahr 1973 wurde der Wolle-Widder zunächst in Tücher eingewickelt im Keller des Historischen Museums Hannover eingelagert. In den 1980er Jahren entstand auf dem ehemaligen Werksgelände eine Neubausiedlung mit etwa 1000 Wohneinheiten. Mit einer großen Party im Juni 1985 wurde der Wolle-Widder unweit seines alten Standorts auf einem neuen und höheren Beton- oder Kalksteinsockel platziert. Eine Plakette unten an der Rückseite des Sockels erinnert an die Wiederaufstellung des Widders im Jahr 1985.
Im Frühjahr 1989 beschmierten Unbekannte das Geschlechtsteil des Widders mit roter Farbe, die aber entfernt werden konnte. Im November 1994 wurden die Hoden der Plastik durch Vandalismus abgeschlagen und blieben verschwunden. Das Kunstwerk wurde später mit Spendengeldern restauriert.

## Inschriften

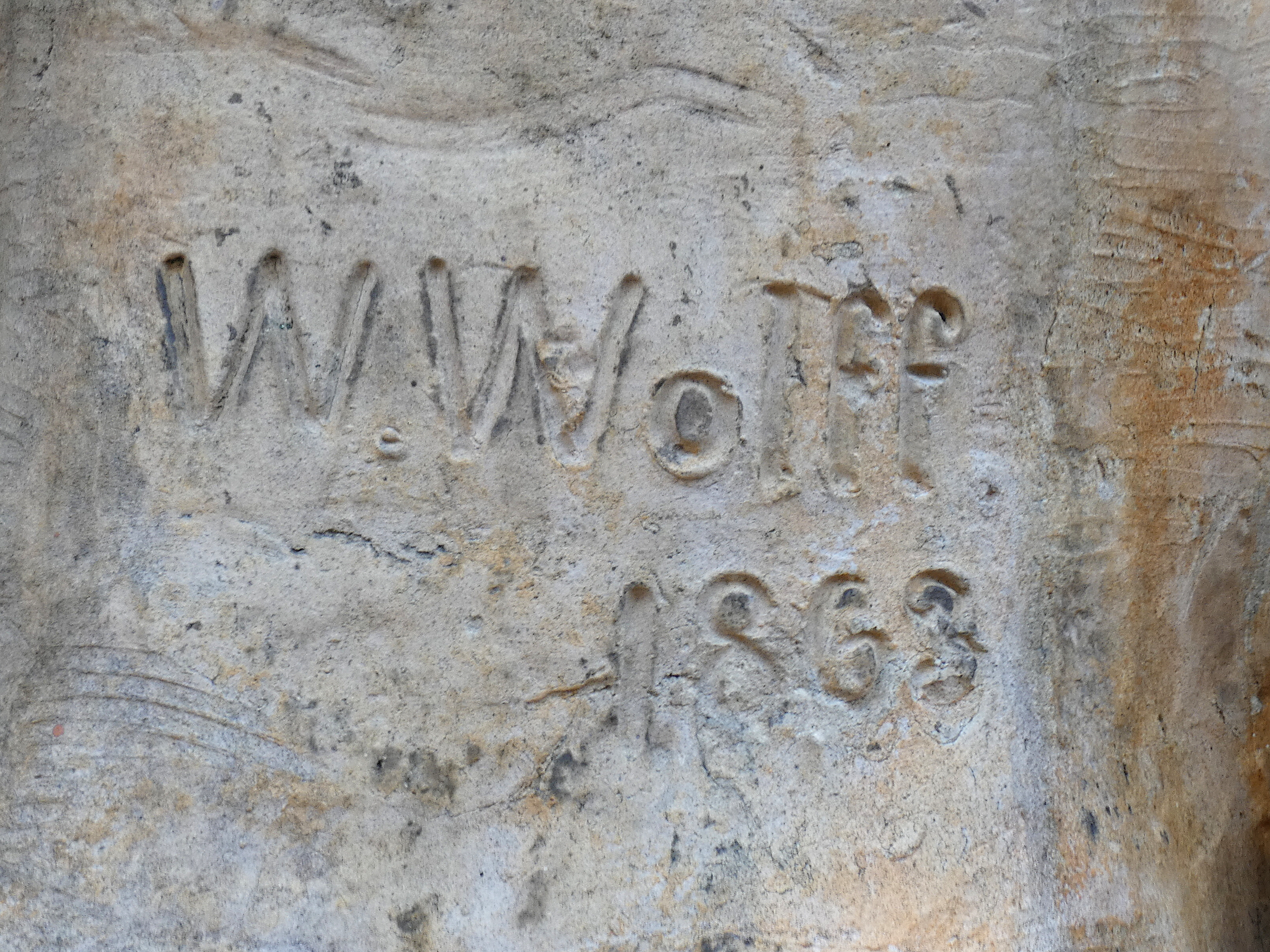
Künstlersignatur „W. Wolff 1863“
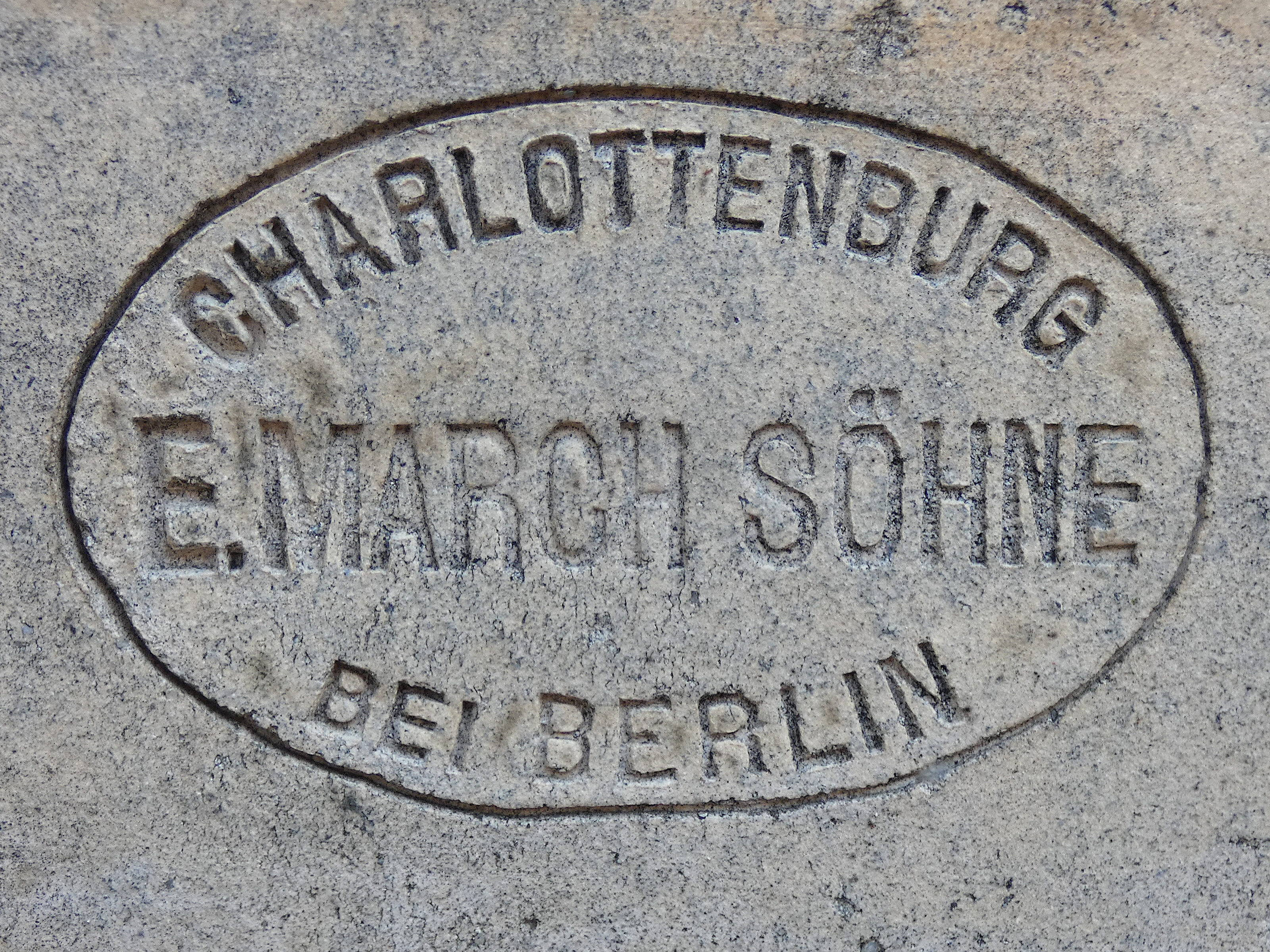
Fabrikstempel „E. March Söhne“
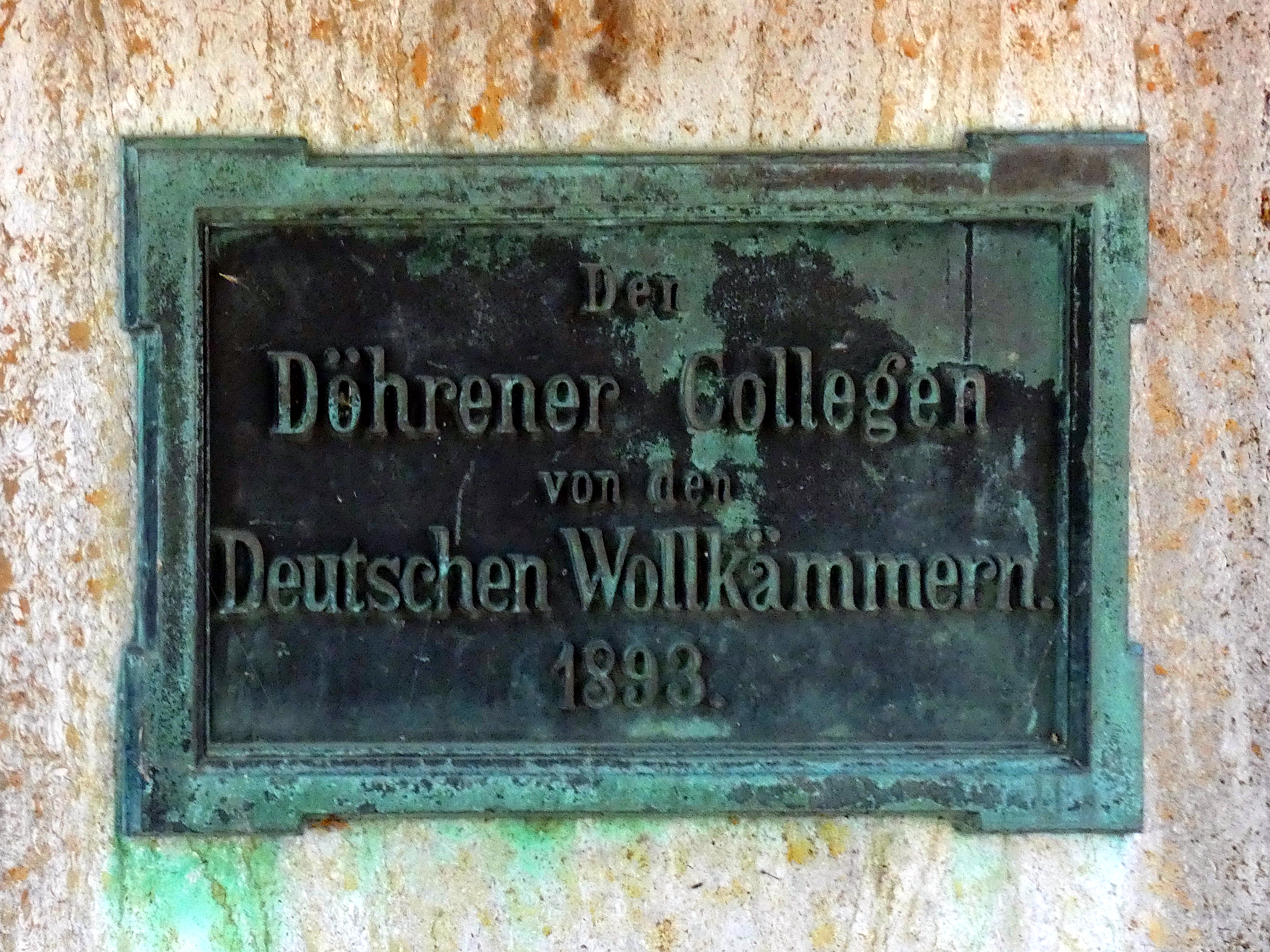
„Den Döhrener Collegen von den Deutschen Wollkämmern. 1893“
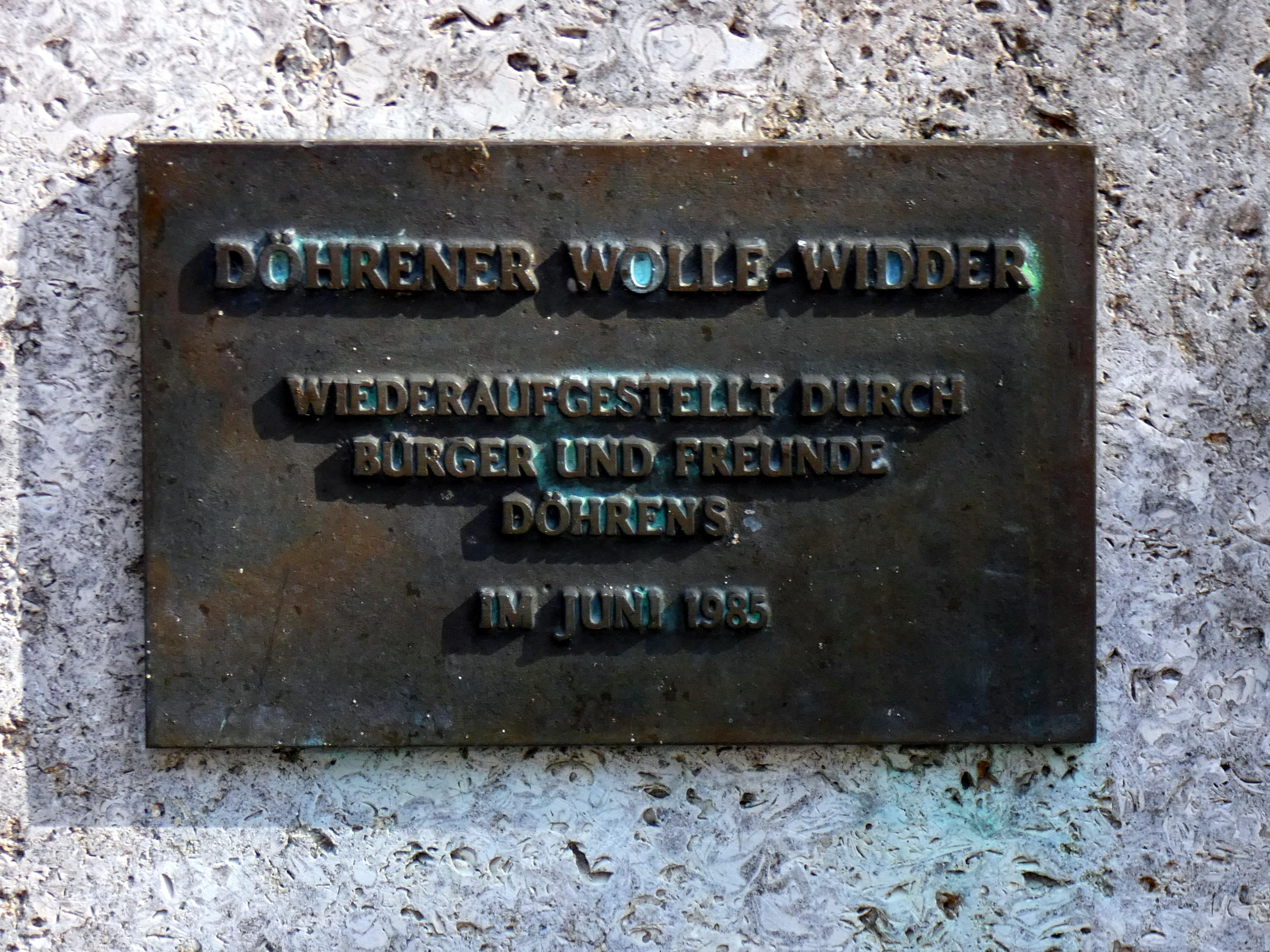
Döhrener Wolle-Widder „wiederaufgestellt… im Juni 1985“

## Weitere Wolle-Widder
Die „Deutsche Kämmerkonvention“ entstand im Jahr 1893 aus vier deutschen Wollkämmereien in Döhren, Leipzig, Blumenthal bei Bremen und Mylau im Vogtland. Als Zeichen der Zusammenarbeit wurde vor jedem der vier Werke eine Widderplastik aufgestellt.
Die Bremer Woll-Kämmerei in Bremen-Blumenthal erhielt zu ihrem 50-jährigen Betriebsjubiläum im Jahr 1934 eine von dem Bildhauer Melchior von Hugo 1932 nach dem Vorbild des Döhrener Wolle-Widders als Betonguss gefertigte Plastik. Dieser Widder „Sir Charles“ steht seit 2012 ebenfalls unter Denkmalschutz.

## Denkmalschutz
Der Döhrener Wolle-Widder ist unter der Bezeichnung „Denkmal Döhrener Wollkämmer“ wegen seiner geschichtlichen und künstlerischen Bedeutung als Einzeldenkmal  eingestuft.